# Viaduc de Savas-Mépin
Le viaduc de Savas-Mépin est un pont ferroviaire français à Savas-Mépin, dans l'Isère. Long de 565 mètres, cet ouvrage d'art, achevé en 1993 et mis en service en 1994, porte la LGV Rhône-Alpes.